# 도로시컴퍼니
도로시컴퍼니는 신승훈이 설립한 대한민국의 연예 기획사이다.

## 소속 연예인
- 신승훈 (대표 프로듀서)
- 로시